# 珠寶塔

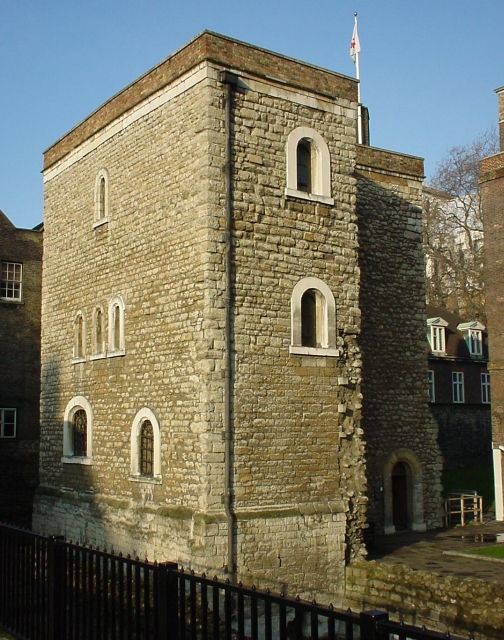

珠寶塔（Jewel Tower）是位於英國倫敦西敏宮之內的一座現存的14世紀的建築。珠寶塔修建於1365年至1366年之間，塔高三層，收藏愛德華三世個人的珍寶。16世紀末期開始，英國上議院開始在這裡儲存會議記錄。現在珠寶塔由英格蘭遺產管理，每年大約有3萬人參觀珠寶塔。

## 外部連結
- Jewel Tower page on English Heritage's official site （页面存档备份，存于）